# 車輪麵

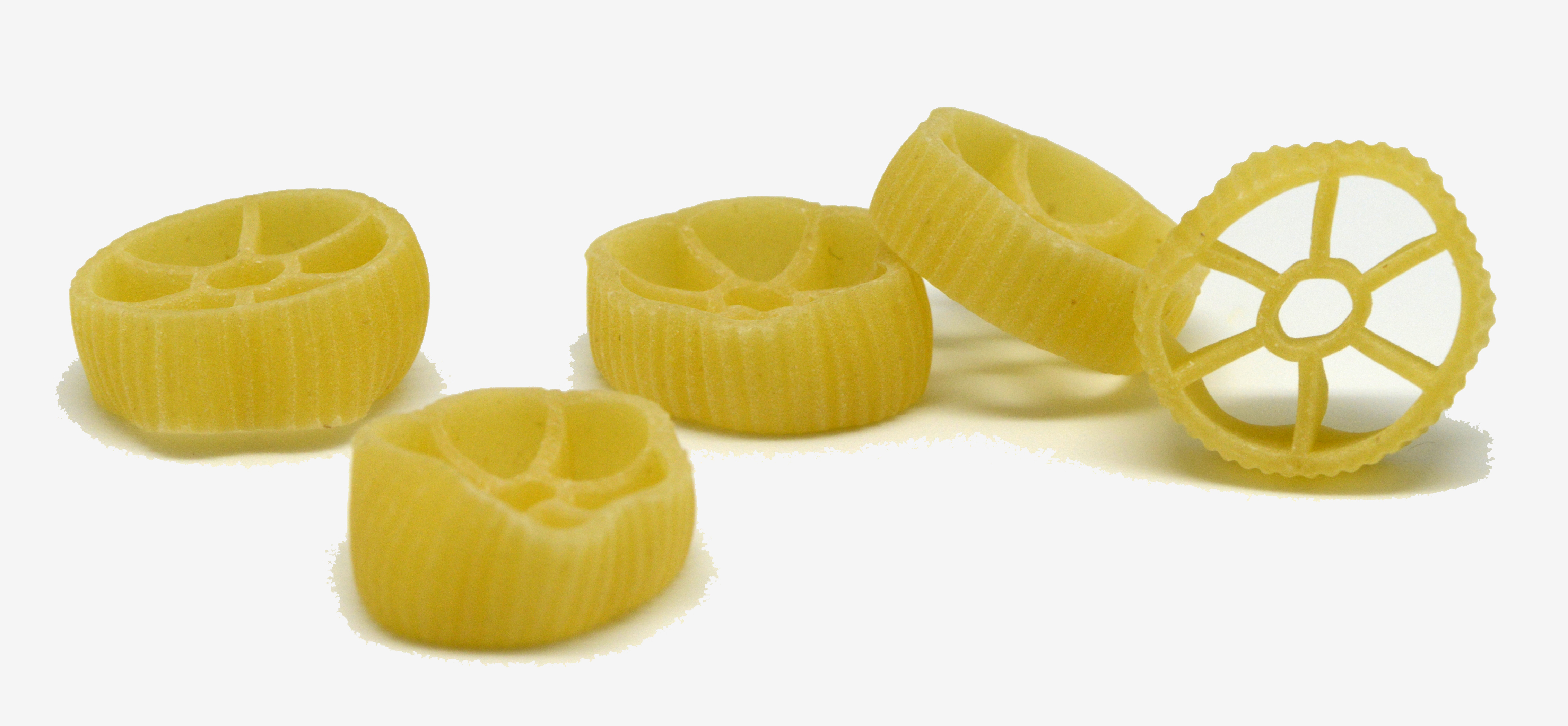
車輪麵

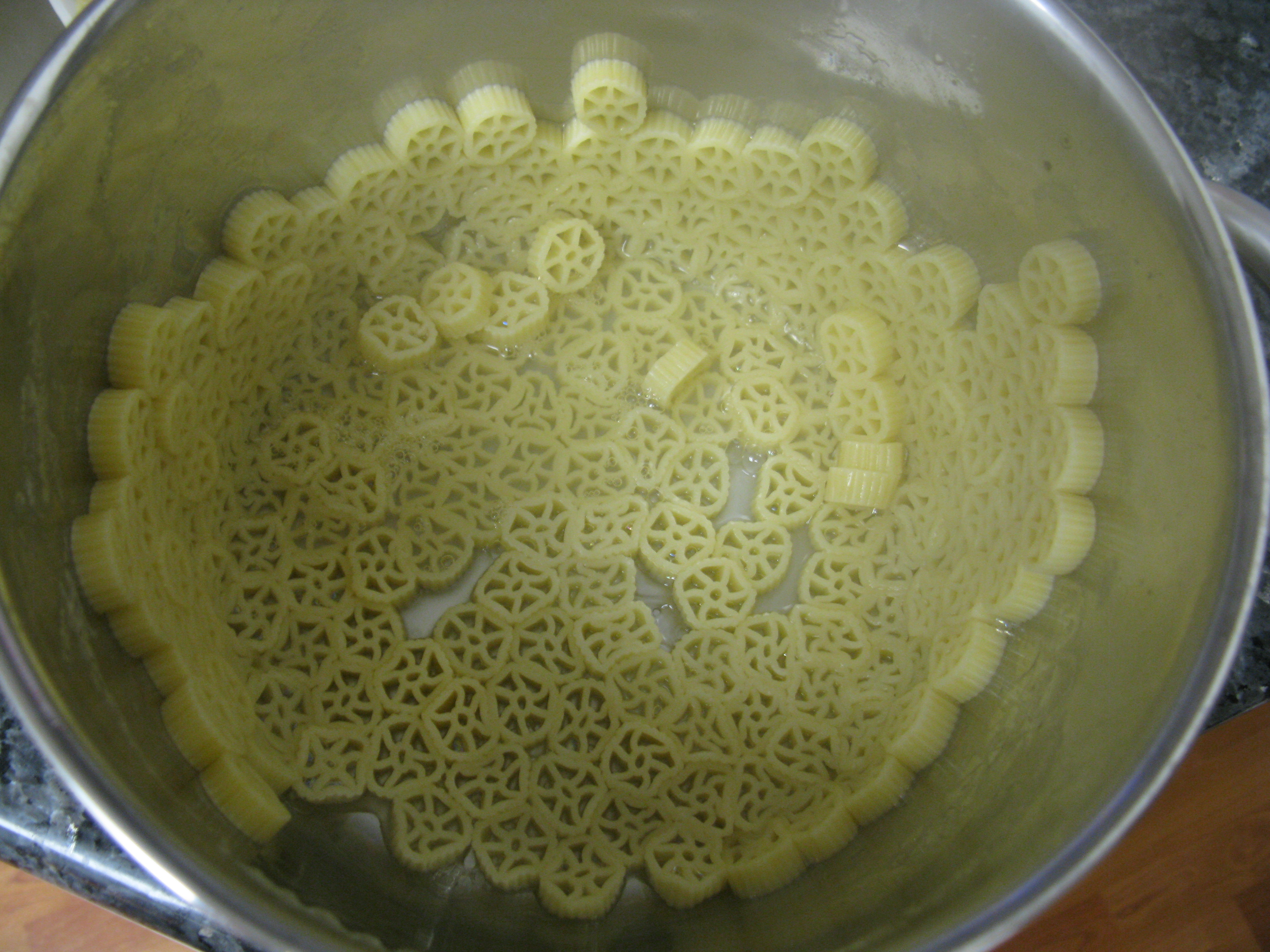
烹煮中的車輪麵

車輪麵（義大利語：Rotelle），又稱車輪粉，為一種義式麵食。車輪麵屬擠壓式麵條，外形通常為圓形，中間有六個孔，因狀似車輪而命名，Rotelle在義大利語中指「小輪子」之意。外型與另一種意式麵食Fiori類似。
其特色在於麵中的圓孔容易沾裹醬汁，以增加口感，常用於義式雜菜湯。